# 아비미무스
아비미무스(학명: Avimimus)는 중생대 백악기 후기(약 8,800만년 전~7,200만년 전), 오늘날 아시아 대륙에서 서식한 수각류 공룡이다. '용반류'-'수각아목'-'아비미무스과'에 속한다. 학명은 라틴어 "avis"(영어:bird)와 "mimus"(영어:mimic)가 합쳐져 만들어진 것으로, "새의 모방자(bird mimic)"라는 의미를 갖고 있다. 화석은 중국, 몽골에서 발견되었다.

## 발견과 화석종

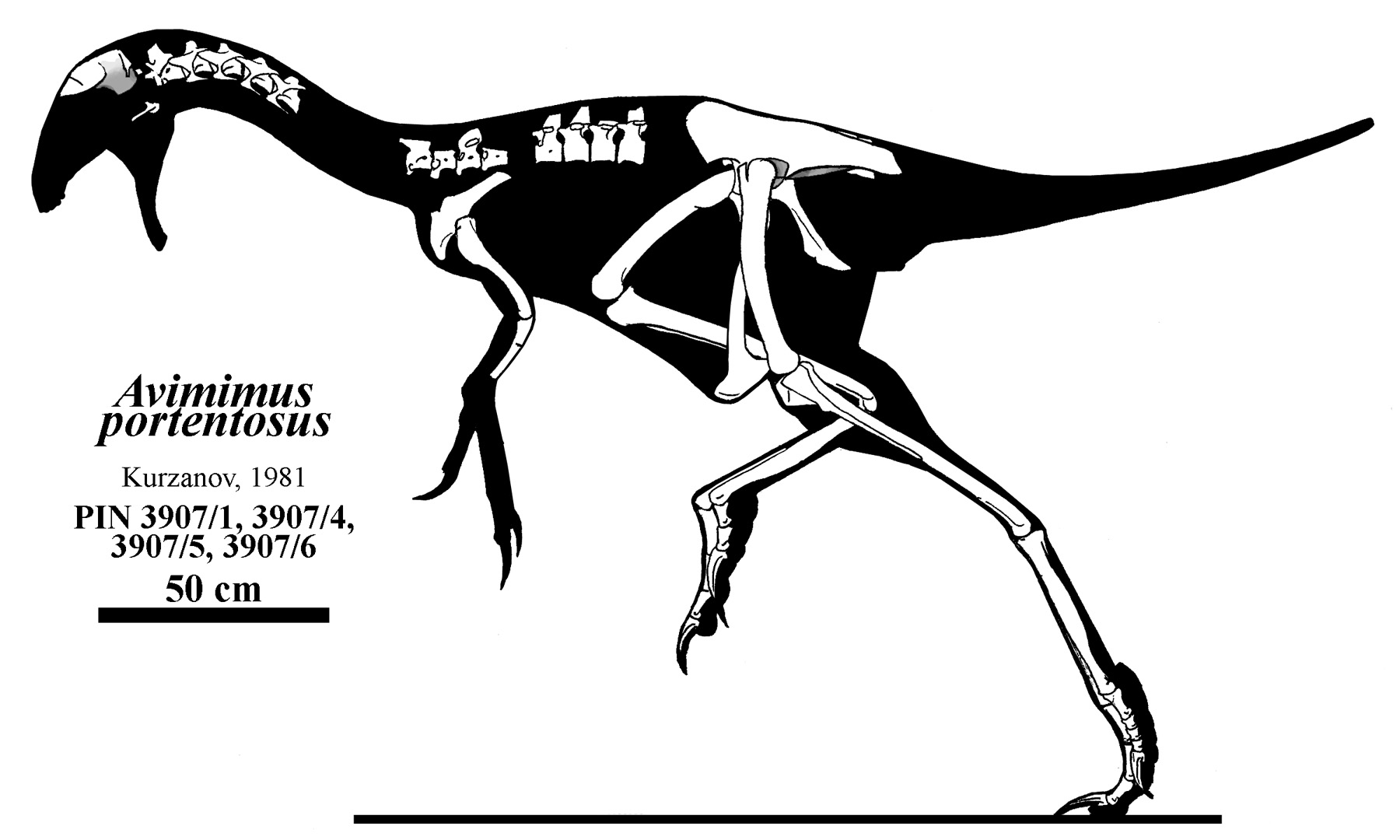
모식종의 일부 밝혀진 골격 요소가 보이는 골격 모식도

아비미무스의 화석 골격들은 러시아의 고생물학자들이 맞추었으며 1981년 세르게이 쿠르자노프(Sergei Kurzanov) 박사가 공식적으로 기재하였다. 아비미무스의 화석들은 처음에는 쿠르자노프 박사에 의해 자독타 누층(Djadokta Formation)에서 출토된 것으로 기재되었으나, 2006년 와타베 마히토와 그의 동료들이 쓴 새 표본에 대한 기재 논문에서는 쿠르자노프 박사가 그 출처에 대해 잘못 알고 있었을 가능성이 높으며, 아비미무스가 더 최근의 네메그트 누층에서 유래했을 가능성이 더 높다고 지적했다. The 모식종은 아비미무스 포르텐토수스(A. portentosus)이다. 처음부터 꼬리가 발견되지 않았기 때문에 쿠르자노프 박사는 이를 오해해 아비미무스에 꼬리가 없다고 결론지었다. 그러나 이후 아비미무스 화석의 발견에서 꼬리의 존재가 확인되었다. 1996년에 와타베와 동료들이 아비미무스의 거의 완전한 두 번째 표본을 발견해 이를 2000년 논문에 기재했다. 또한, 이 저자들은 같은 지역에서 아비미무스의 것으로 보이는 여러 작은 수각류 발자국을 확인했다.
아비미무스의 것으로 보이는 갖가지의 분리된 뼈들은 포르텐토수스 종과 구별되는 것으로 여겨졌으며, 처음에는 아비미무스 모식종(Avimimus sp.)으로 불렸다. 2008년, 필 커리(Phil Currie)를 선두로 한 캐나다, 미국, 몽골 고생물학 국제연합팀은 2006년에 아비미무스 모식종 화석이 넓게 퍼져 있는 뼈층에 대해 보고했다. 이 뼈층은 고비 사막의 바룬 고요트 누층에서 10.5m 위에 있는 네메그트 누층에 있다. 연구팀은 최소 아비미무스 10개체의 풍부한 뼈를 발견했다고 보고했지만, 퇴적층이 더 많이 남아 있을 수 있다. 모든 개체는 성체이거나 아성체였으며, 성체는 크기에 거의 변화가 없어 한정 생장인 것으로 보인다. 연구팀은 또한 이 개체들이 생전에 군서 행위를 하였는데, 그것이 구애장소 또는 무리짓기 목적으로 연령별 무리를 형성했다는 가능성 있는 증거를 제공하였기 때문에 함께 발견되었다고 추정한다. 성체는 부척근골과 경족근골에서 골격 융합 정도가 더 컸으며, 근육 흉터도 더 두드러졌다. 뼈층의 보존은 이들이 빠르게 묻히고, 급류로 인해 노출된 뒤 짧은 거리에서 다시 묻혔음을 시사한다. 2018년 아비미무스 모식종은 공식적으로 아비미무스 네메그텐시스(A. nemegtensis)라는 학명의 신종으로 기재되었다.

## 특징

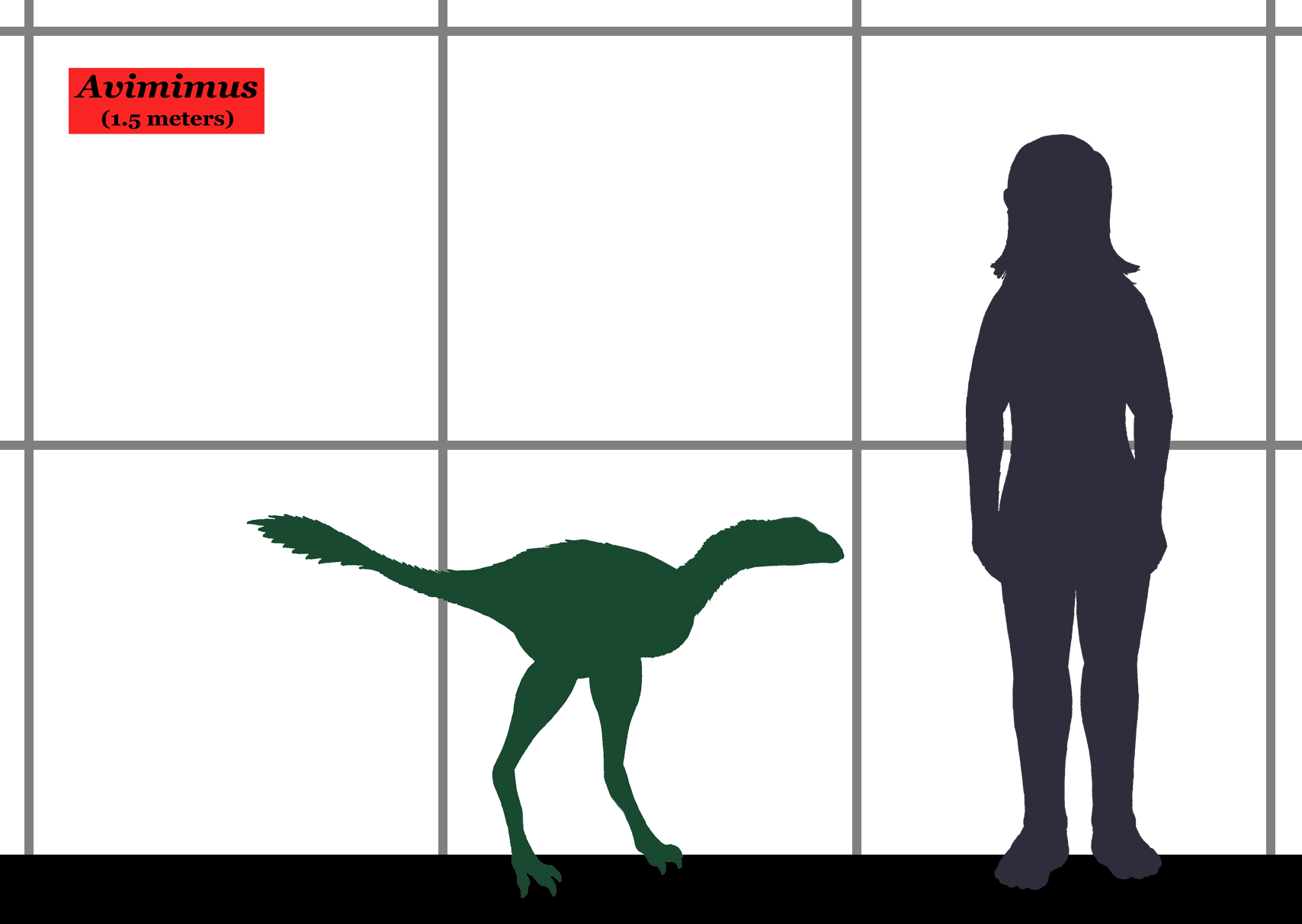
사람과의 크기 비교도

아비미무스는 작고 새를 닮은 공룡으로 몸 길이는 1.5m이다. 몸 전체에 비해 두개골이 작지만 뇌와 눈은 크다. 뇌를 감싸고 보호하는 데 특화된 뼈의 크기는 크다. 이것은 아비미무스가 비율상 큰 뇌를 가지고 있다는 가설과 일치하기도 한다.
턱은 앵무새를 닮은 이가 없는 부리일 것으로 여겨지며, and 표본의 해부 구조를 철저히 검토한 결과, 이빨이 보존되지 않았음이 확인되었지만, 전상악골 끝을 따라 여러 개의 이빨 모양 돌출부가 있다. 그러나 이후 발견된 표본들은 작은 전상악골 이빨이 남아있는 것으로 보고되었다. 작은 이빨의 존재 또는 결여는 이들이 초식동물 내지는 잡식동물이었을 가능성을 시사한다. 그러나 쿠르자노프 박사 자신은 아비미무스가 식충동물이었을 것으로 여겼다.
척수가 뇌와 연결되는 대후두공은 비율상 크다. 그러나 후두과는 크기가 작으며, 이는 두개골이 상대적으로 가벼웠음을 더욱 시사한다. 목 자체는 길고 가늘며 다른 오비랍토로사우루스류보다 훨씬 더 긴 척추로 이루어져 있다. 오비랍토르과 및 카이그나투스과와 달리 등뼈에는 기낭 구멍이 없어 아비미무스는 이 동물들보다 더 원시적인 것으로 보인다.

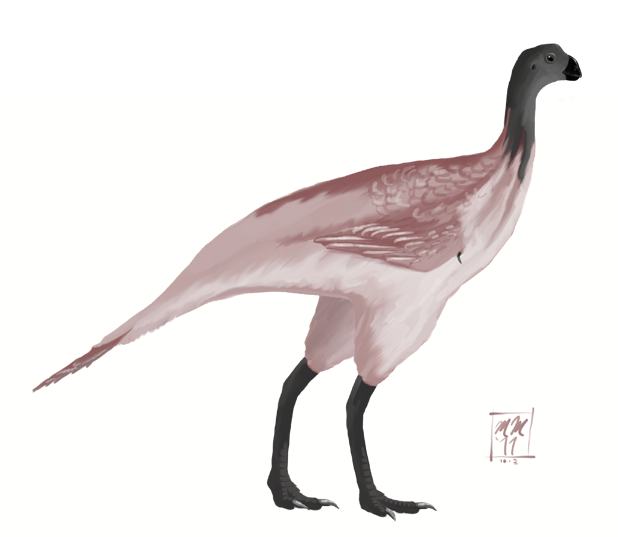
모식종의 복원도

앞다리는 비교적 짧다. 앞발뼈는 현생 조류들처럼 전부 융합되어 있으며, 척골의 마루 부분 (앞다리뼈 아래쪽)의 경우 쿠르자노프는 깃털의 부착점으로 해석헀다. 쿠르자노프는 1987년에 깃혹의 존재를 보고하기도 했으며, 치아페는 척골에 돌기의 존재를 발견했지만, 무슨 기능을 하는지는 여전히 불분명했다. 쿠르자노프 박사는 이것이 깃털의 부착점이라고 확신하여 아비미무스가 서투른 비행이라도 했을지도 모른다고 결론지었다. 깃털의 존재는 현재 널리 받아들여지지만, 대부분의 고생물학자들은 아비미무스가 날 수 있다고 믿지 않는다.
장골은 거의 수평으로 놓여 있어 엉덩이가 매우 넓다. 꼬리에 대해서는 거의 알려져 있지 않지만 엉덩이를 통해 꼬리가 길었음을 알 수 있다. 다리는 매우 길고 가늘어 아비미무스가 매우 잘 달렸음을 보여준다. 다리뼈의 비율로 인해 아비미무스는 걸음걸이가 빨랐다는 견해에 무게가 더해지고 있다. 정강이는 허벅지에 비해 길며, 이는 주금성 동물들 사이에서 흔히 볼 수 있는 특징이다. 또한 좁은 뾰족한 발톱의 세 발가락이 달린 발을 가지고 있다.

## 계통 분류

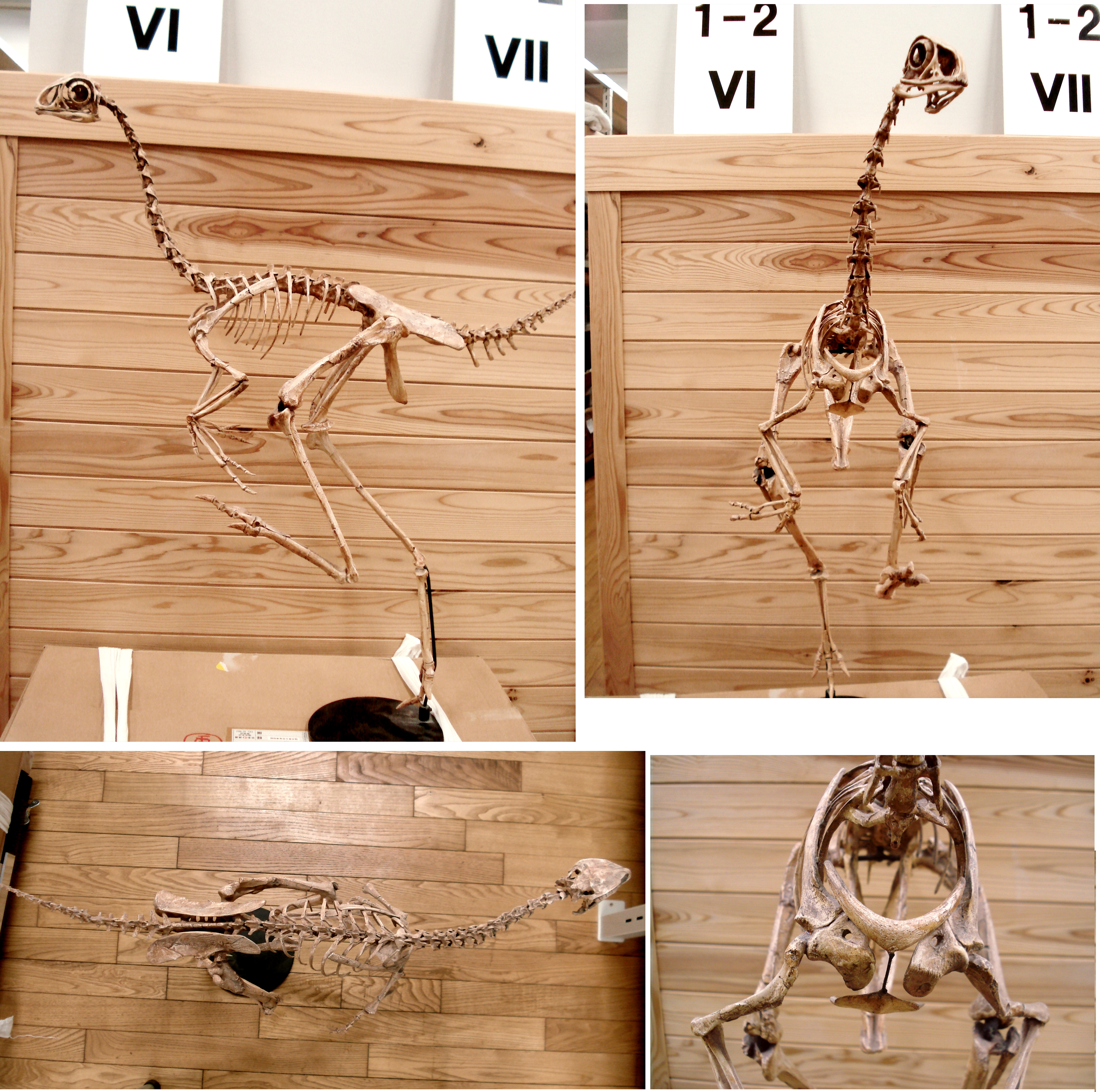
아비미무스의 왼쪽면, 윗면, 앞면 모습 및 가슴을 확대한 모습.

아비미무스는 당시 다른 공룡들에게는 알려지지 않은 독특한 새와 같은 특징을 가지고 있기 때문에 처음에는 새와 매우 가까운 친척으로 제안되었다. 실제로 쿠르자노프 박사는 시조새가 아닌 아비미무스가 현대 조류의 직계 조상과 가깝다고 주장했으며, 시조새는 이전에 제안된 것만큼 새와 밀접한 관련이 없다고 주장했다. 그러나 이러한 견해는 이후의 공룡과 조류의 관계에 대한 계통 분석에 의해 뒷받침되지 않았다. 대부분의 현대 과학자들은 아비미무스가 시조새보다 더 원시적인 오비랍토로사우루스류에 속하는 것을 알고 있다.
쿠르자노프 박사는 1981년에 아비미무스를 아비미무스과(Avimimidae)에 분류시켰다. 1991년, 산카르 차터지(Sankar Chatterjee) 박사는 아비미무스가 속하는 아비미무스목(Avimimiformes)을 만들었다. 이 두 분류군의 이름은 고생물학자들이 거의 사용하지 않는다. 그 이유는 이 분류군 안에 단일 계통군만이 속해 있기 때문이다. 최근 연구에 따르면 아비미무스는 오비랍토르과의 엘미사우루스아과 내에 속하는 것이 가장 최선인 것으로 보고 있다.
다음의 분기도는 Phil Senter, 2007의 분석을 따른다.
|         | 키티파티                                                                                     |
|         |                                                                                              |
| unnamed | \| \| 키로스테노테스 \| \| \| \| \| \| 엘미사우루스 \| \| \| \| \| \| 하그리푸스 \| \| \| \| |
|         | \| \| 키로스테노테스 \| \| \| \| \| \| 엘미사우루스 \| \| \| \| \| \| 하그리푸스 \| \| \| \| |
|         | 키로스테노테스                                                                               |
|         |                                                                                              |
|         | 엘미사우루스                                                                                 |
|         |                                                                                              |
|         | 하그리푸스                                                                                   |
|         |                                                                                              |

|  | 키로스테노테스 |
|  |                |
|  | 엘미사우루스   |
|  |                |
|  | 하그리푸스     |
|  |                |

|         | 키티파티                                                                                     |
|         |                                                                                              |
| unnamed | \| \| 키로스테노테스 \| \| \| \| \| \| 엘미사우루스 \| \| \| \| \| \| 하그리푸스 \| \| \| \| |
|         | \| \| 키로스테노테스 \| \| \| \| \| \| 엘미사우루스 \| \| \| \| \| \| 하그리푸스 \| \| \| \| |
|         | 키로스테노테스                                                                               |
|         |                                                                                              |
|         | 엘미사우루스                                                                                 |
|         |                                                                                              |
|         | 하그리푸스                                                                                   |
|         |                                                                                              |

|  | 키로스테노테스 |
|  |                |
|  | 엘미사우루스   |
|  |                |
|  | 하그리푸스     |
|  |                |

|  | 잉게니아   |
|  |            |
|  | 허위아니아 |
|  |            |

|  | 콘코랍토르 |
|  |            |
|  | 카안       |
|  |            |

|  | 잉게니아   |
|  |            |
|  | 허위아니아 |
|  |            |

|  | 콘코랍토르 |
|  |            |
|  | 카안       |
|  |            |

|         | 키티파티                                                                                     |
|         |                                                                                              |
| unnamed | \| \| 키로스테노테스 \| \| \| \| \| \| 엘미사우루스 \| \| \| \| \| \| 하그리푸스 \| \| \| \| |
|         | \| \| 키로스테노테스 \| \| \| \| \| \| 엘미사우루스 \| \| \| \| \| \| 하그리푸스 \| \| \| \| |
|         | 키로스테노테스                                                                               |
|         |                                                                                              |
|         | 엘미사우루스                                                                                 |
|         |                                                                                              |
|         | 하그리푸스                                                                                   |
|         |                                                                                              |

|  | 키로스테노테스 |
|  |                |
|  | 엘미사우루스   |
|  |                |
|  | 하그리푸스     |
|  |                |

|         | 키티파티                                                                                     |
|         |                                                                                              |
| unnamed | \| \| 키로스테노테스 \| \| \| \| \| \| 엘미사우루스 \| \| \| \| \| \| 하그리푸스 \| \| \| \| |
|         | \| \| 키로스테노테스 \| \| \| \| \| \| 엘미사우루스 \| \| \| \| \| \| 하그리푸스 \| \| \| \| |
|         | 키로스테노테스                                                                               |
|         |                                                                                              |
|         | 엘미사우루스                                                                                 |
|         |                                                                                              |
|         | 하그리푸스                                                                                   |
|         |                                                                                              |

|  | 키로스테노테스 |
|  |                |
|  | 엘미사우루스   |
|  |                |
|  | 하그리푸스     |
|  |                |

|  | 잉게니아   |
|  |            |
|  | 허위아니아 |
|  |            |

|  | 콘코랍토르 |
|  |            |
|  | 카안       |
|  |            |

|  | 잉게니아   |
|  |            |
|  | 허위아니아 |
|  |            |

|  | 콘코랍토르 |
|  |            |
|  | 카안       |
|  |            |

|         | 키티파티                                                                                     |
|         |                                                                                              |
| unnamed | \| \| 키로스테노테스 \| \| \| \| \| \| 엘미사우루스 \| \| \| \| \| \| 하그리푸스 \| \| \| \| |
|         | \| \| 키로스테노테스 \| \| \| \| \| \| 엘미사우루스 \| \| \| \| \| \| 하그리푸스 \| \| \| \| |
|         | 키로스테노테스                                                                               |
|         |                                                                                              |
|         | 엘미사우루스                                                                                 |
|         |                                                                                              |
|         | 하그리푸스                                                                                   |
|         |                                                                                              |

|  | 키로스테노테스 |
|  |                |
|  | 엘미사우루스   |
|  |                |
|  | 하그리푸스     |
|  |                |

|         | 키티파티                                                                                     |
|         |                                                                                              |
| unnamed | \| \| 키로스테노테스 \| \| \| \| \| \| 엘미사우루스 \| \| \| \| \| \| 하그리푸스 \| \| \| \| |
|         | \| \| 키로스테노테스 \| \| \| \| \| \| 엘미사우루스 \| \| \| \| \| \| 하그리푸스 \| \| \| \| |
|         | 키로스테노테스                                                                               |
|         |                                                                                              |
|         | 엘미사우루스                                                                                 |
|         |                                                                                              |
|         | 하그리푸스                                                                                   |
|         |                                                                                              |

|  | 키로스테노테스 |
|  |                |
|  | 엘미사우루스   |
|  |                |
|  | 하그리푸스     |
|  |                |

|  | 잉게니아   |
|  |            |
|  | 허위아니아 |
|  |            |

|  | 콘코랍토르 |
|  |            |
|  | 카안       |
|  |            |

|  | 잉게니아   |
|  |            |
|  | 허위아니아 |
|  |            |

|  | 콘코랍토르 |
|  |            |
|  | 카안       |
|  |            |

|         | 키티파티                                                                                     |
|         |                                                                                              |
| unnamed | \| \| 키로스테노테스 \| \| \| \| \| \| 엘미사우루스 \| \| \| \| \| \| 하그리푸스 \| \| \| \| |
|         | \| \| 키로스테노테스 \| \| \| \| \| \| 엘미사우루스 \| \| \| \| \| \| 하그리푸스 \| \| \| \| |
|         | 키로스테노테스                                                                               |
|         |                                                                                              |
|         | 엘미사우루스                                                                                 |
|         |                                                                                              |
|         | 하그리푸스                                                                                   |
|         |                                                                                              |

|  | 키로스테노테스 |
|  |                |
|  | 엘미사우루스   |
|  |                |
|  | 하그리푸스     |
|  |                |

|         | 키티파티                                                                                     |
|         |                                                                                              |
| unnamed | \| \| 키로스테노테스 \| \| \| \| \| \| 엘미사우루스 \| \| \| \| \| \| 하그리푸스 \| \| \| \| |
|         | \| \| 키로스테노테스 \| \| \| \| \| \| 엘미사우루스 \| \| \| \| \| \| 하그리푸스 \| \| \| \| |
|         | 키로스테노테스                                                                               |
|         |                                                                                              |
|         | 엘미사우루스                                                                                 |
|         |                                                                                              |
|         | 하그리푸스                                                                                   |
|         |                                                                                              |

|  | 키로스테노테스 |
|  |                |
|  | 엘미사우루스   |
|  |                |
|  | 하그리푸스     |
|  |                |

|  | 잉게니아   |
|  |            |
|  | 허위아니아 |
|  |            |

|  | 콘코랍토르 |
|  |            |
|  | 카안       |
|  |            |

|  | 잉게니아   |
|  |            |
|  | 허위아니아 |
|  |            |

|  | 콘코랍토르 |
|  |            |
|  | 카안       |
|  |            |

|         | 키티파티                                                                                     |
|         |                                                                                              |
| unnamed | \| \| 키로스테노테스 \| \| \| \| \| \| 엘미사우루스 \| \| \| \| \| \| 하그리푸스 \| \| \| \| |
|         | \| \| 키로스테노테스 \| \| \| \| \| \| 엘미사우루스 \| \| \| \| \| \| 하그리푸스 \| \| \| \| |
|         | 키로스테노테스                                                                               |
|         |                                                                                              |
|         | 엘미사우루스                                                                                 |
|         |                                                                                              |
|         | 하그리푸스                                                                                   |
|         |                                                                                              |

|  | 키로스테노테스 |
|  |                |
|  | 엘미사우루스   |
|  |                |
|  | 하그리푸스     |
|  |                |

|         | 키티파티                                                                                     |
|         |                                                                                              |
| unnamed | \| \| 키로스테노테스 \| \| \| \| \| \| 엘미사우루스 \| \| \| \| \| \| 하그리푸스 \| \| \| \| |
|         | \| \| 키로스테노테스 \| \| \| \| \| \| 엘미사우루스 \| \| \| \| \| \| 하그리푸스 \| \| \| \| |
|         | 키로스테노테스                                                                               |
|         |                                                                                              |
|         | 엘미사우루스                                                                                 |
|         |                                                                                              |
|         | 하그리푸스                                                                                   |
|         |                                                                                              |

|  | 키로스테노테스 |
|  |                |
|  | 엘미사우루스   |
|  |                |
|  | 하그리푸스     |
|  |                |

|  | 잉게니아   |
|  |            |
|  | 허위아니아 |
|  |            |

|  | 콘코랍토르 |
|  |            |
|  | 카안       |
|  |            |

|  | 잉게니아   |
|  |            |
|  | 허위아니아 |
|  |            |

|  | 콘코랍토르 |
|  |            |
|  | 카안       |
|  |            |

|         | 키티파티                                                                                     |
|         |                                                                                              |
| unnamed | \| \| 키로스테노테스 \| \| \| \| \| \| 엘미사우루스 \| \| \| \| \| \| 하그리푸스 \| \| \| \| |
|         | \| \| 키로스테노테스 \| \| \| \| \| \| 엘미사우루스 \| \| \| \| \| \| 하그리푸스 \| \| \| \| |
|         | 키로스테노테스                                                                               |
|         |                                                                                              |
|         | 엘미사우루스                                                                                 |
|         |                                                                                              |
|         | 하그리푸스                                                                                   |
|         |                                                                                              |

|  | 키로스테노테스 |
|  |                |
|  | 엘미사우루스   |
|  |                |
|  | 하그리푸스     |
|  |                |

|         | 키티파티                                                                                     |
|         |                                                                                              |
| unnamed | \| \| 키로스테노테스 \| \| \| \| \| \| 엘미사우루스 \| \| \| \| \| \| 하그리푸스 \| \| \| \| |
|         | \| \| 키로스테노테스 \| \| \| \| \| \| 엘미사우루스 \| \| \| \| \| \| 하그리푸스 \| \| \| \| |
|         | 키로스테노테스                                                                               |
|         |                                                                                              |
|         | 엘미사우루스                                                                                 |
|         |                                                                                              |
|         | 하그리푸스                                                                                   |
|         |                                                                                              |

|  | 키로스테노테스 |
|  |                |
|  | 엘미사우루스   |
|  |                |
|  | 하그리푸스     |
|  |                |

|  | 잉게니아   |
|  |            |
|  | 허위아니아 |
|  |            |

|  | 콘코랍토르 |
|  |            |
|  | 카안       |
|  |            |

|  | 잉게니아   |
|  |            |
|  | 허위아니아 |
|  |            |

|  | 콘코랍토르 |
|  |            |
|  | 카안       |
|  |            |

|         | 키티파티                                                                                     |
|         |                                                                                              |
| unnamed | \| \| 키로스테노테스 \| \| \| \| \| \| 엘미사우루스 \| \| \| \| \| \| 하그리푸스 \| \| \| \| |
|         | \| \| 키로스테노테스 \| \| \| \| \| \| 엘미사우루스 \| \| \| \| \| \| 하그리푸스 \| \| \| \| |
|         | 키로스테노테스                                                                               |
|         |                                                                                              |
|         | 엘미사우루스                                                                                 |
|         |                                                                                              |
|         | 하그리푸스                                                                                   |
|         |                                                                                              |

|  | 키로스테노테스 |
|  |                |
|  | 엘미사우루스   |
|  |                |
|  | 하그리푸스     |
|  |                |

|         | 키티파티                                                                                     |
|         |                                                                                              |
| unnamed | \| \| 키로스테노테스 \| \| \| \| \| \| 엘미사우루스 \| \| \| \| \| \| 하그리푸스 \| \| \| \| |
|         | \| \| 키로스테노테스 \| \| \| \| \| \| 엘미사우루스 \| \| \| \| \| \| 하그리푸스 \| \| \| \| |
|         | 키로스테노테스                                                                               |
|         |                                                                                              |
|         | 엘미사우루스                                                                                 |
|         |                                                                                              |
|         | 하그리푸스                                                                                   |
|         |                                                                                              |

|  | 키로스테노테스 |
|  |                |
|  | 엘미사우루스   |
|  |                |
|  | 하그리푸스     |
|  |                |

|  | 잉게니아   |
|  |            |
|  | 허위아니아 |
|  |            |

|  | 콘코랍토르 |
|  |            |
|  | 카안       |
|  |            |

|  | 잉게니아   |
|  |            |
|  | 허위아니아 |
|  |            |

|  | 콘코랍토르 |
|  |            |
|  | 카안       |
|  |            |

|         | 키티파티                                                                                     |
|         |                                                                                              |
| unnamed | \| \| 키로스테노테스 \| \| \| \| \| \| 엘미사우루스 \| \| \| \| \| \| 하그리푸스 \| \| \| \| |
|         | \| \| 키로스테노테스 \| \| \| \| \| \| 엘미사우루스 \| \| \| \| \| \| 하그리푸스 \| \| \| \| |
|         | 키로스테노테스                                                                               |
|         |                                                                                              |
|         | 엘미사우루스                                                                                 |
|         |                                                                                              |
|         | 하그리푸스                                                                                   |
|         |                                                                                              |

|  | 키로스테노테스 |
|  |                |
|  | 엘미사우루스   |
|  |                |
|  | 하그리푸스     |
|  |                |

|         | 키티파티                                                                                     |
|         |                                                                                              |
| unnamed | \| \| 키로스테노테스 \| \| \| \| \| \| 엘미사우루스 \| \| \| \| \| \| 하그리푸스 \| \| \| \| |
|         | \| \| 키로스테노테스 \| \| \| \| \| \| 엘미사우루스 \| \| \| \| \| \| 하그리푸스 \| \| \| \| |
|         | 키로스테노테스                                                                               |
|         |                                                                                              |
|         | 엘미사우루스                                                                                 |
|         |                                                                                              |
|         | 하그리푸스                                                                                   |
|         |                                                                                              |

|  | 키로스테노테스 |
|  |                |
|  | 엘미사우루스   |
|  |                |
|  | 하그리푸스     |
|  |                |

|  | 잉게니아   |
|  |            |
|  | 허위아니아 |
|  |            |

|  | 콘코랍토르 |
|  |            |
|  | 카안       |
|  |            |

|  | 잉게니아   |
|  |            |
|  | 허위아니아 |
|  |            |

|  | 콘코랍토르 |
|  |            |
|  | 카안       |
|  |            |

## 고생태

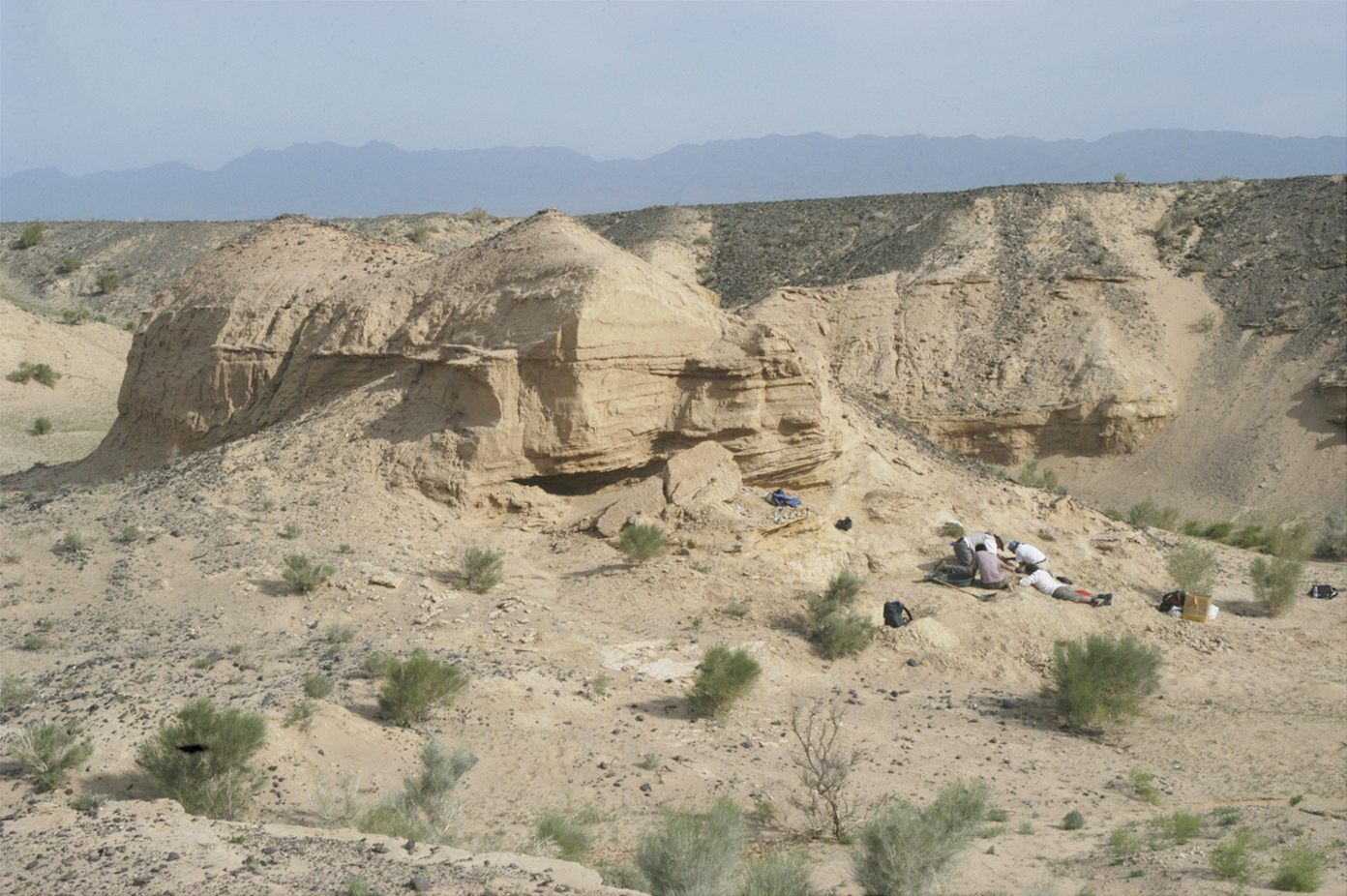
2006년 보고된 A. nemegtensis의 뼈층 출토지

몽골의 바룬 고요트 누층은 약 8,400만 년에서 7,000만 년 전 사이의 백악기 후기 캉파뉴절로 거슬러 올라가는 것으로 추정된다. 백악기 후기에 현재 바룬 고요트 누층으로 알려진 이 땅은 사구와 간헐성 개울이 있는 건조한 환경을 가지고 있었다. 인근의 자도흐타 누층보다 약간 젊고 약간 더 습했던 것으로 보인다. 이 지층은 작고 연약한 공룡 뼈화석의 섬세한 보존에 주목할 만한데, 이 화석들이 다른 암석 지층에서 발견될 때 보통은 분해되어 흩어지므로 드문 경우이다.

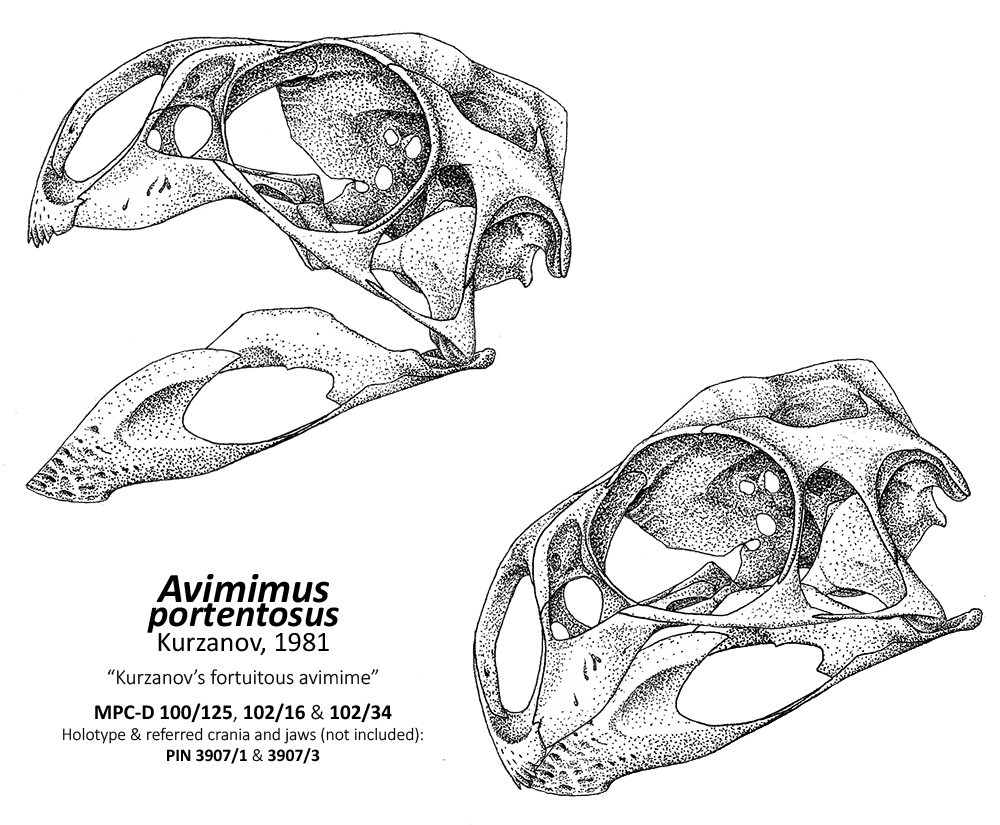
A. nemegtensis 두개골 모식도

바룬 고요트 누층이 보존된 이 지역은 수도룡류의 Hulsanpes perlei, 오비랍토르과의 Conchoraptor gracilis · Ajancingenia yanshini, 알바레즈사우루스과의 Ceratonykus oculatus · Mononykus·Parvicursor remotus, 후두류의 Tylocephale gilmorei, 곡룡류의 Saichania chulsanensis · Tarchia gigantea, 각룡류의 Bagaceratops rozhdestvenskyi · Breviceratops kozlowskii · Lamaceratops tereschenkoi · Platyceratops tatarinovi 등의 공룡들이 살던 고향이었다. 이들 중 가장 큰 공룡은 티타노사우루스류의 Quaesitosaurus orientalis였다. 다양한 동일 속들이 바룬 고요트 누층과 자도흐타 누층에 존재하는 것이 확인되었지만, 종 수준에서는 차이가 있었다. 바룬 고요트 누층에는 공룡 이외에 원시 조류 Gobipteryx minuta 및 Hollanda luceria와 훼두류 Estesia mongoliensis, Ovoo gurvel, Proplatynotia longirostrata and Gobiderma pulchrum 등의 기타 척추동물들이 존재하였다. 이 지역에는 아비미무스와 동시대에 살았던 태반류 Asioryctes nemegetensis와 Barunlestes butleri, 양서류 Gobiates khermeentsavi, 다구치목 포유류 Catopsbaatar catopsaloides, Chulsanbaatar vulgaris 및 Nemegtbaatar gobiensis, 그리고 유대류 Asiatherium reshetovi 및 Deltatheridium pretrituberculare 등 포유류와 양서류가 공존하였다. 이 지역에서 발견되는 수많은 공룡 알껍질은 용각류와 수도룡의 존재를 뒷받침한다.